# Samsung Galaxy Z Fold 3
Samsung Galaxy Z Fold 3 (стилизованный под Samsung Galaxy Z Fold3, на некоторых территориях продается как Samsung Galaxy Fold 3) - складной смартфон, входящий в серию Samsung Galaxy Z. Он был представлен Samsung Electronics 11 августа 2021 года на мероприятии Samsung Unpacked вместе с Z Flip 3. Он является преемником Samsung Galaxy Z Fold 2.

## Технические характеристики

### Дизайн
Внешний дисплей и задняя панель Z Fold 3 используют Gorilla Glass Victus, в то время как внутренний дисплей складного устройства изготовлен из фирменного стекла Samsung "Ultra-Thin Glass", покрытого двумя защитными пластиковыми слоями.
Z Fold 3 имеет класс защиты от проникновения воды IPX8, при этом пылезащищенность не оценивается. Внешняя рамка выполнена из алюминия, который компания Samsung называет "Armor Frame" и утверждает, что он на 10% прочнее алюминиевой рамки Z Fold 2.

### Аппаратное обеспечение
Galaxy Z Fold 3 имеет два экрана: внешний экран, который представляет собой 6,23-дюймовый дисплей с переменной частота обновления 120 Гц, и складной внутренний дисплей, который представляет собой 7,6-дюймовый 120 Гц экран с поддержкой S Pen Pro и S Pen Fold Edition.
Устройство оснащено 12 ГБ оперативной памяти и 256 или 512 ГБ UFS. 3.1 флэш-памяти, без поддержки расширения объема памяти устройства с помощью карт micro-SD.
Z Fold 3 работает на базе Qualcomm Snapdragon 888, обновленный по сравнению с Qualcomm Snapdragon модели Z Fold 2. 865+.
Аккумулятор устройства - двухъячеечный, емкостью 4400 mAh, который быстро заряжается через кабель USB-C мощностью до 25 Вт или с помощью беспроводной зарядки мощностью до 10 Вт.
Z Fold 3 оснащен 3 задними камерами, включая широкоугольную камеру 12 Мп, ультраширокоугольную камеру 12 Мп и телекамеру 12 Мп, а также двумя фронтальными камерами, камерой для селфи 10 Мп на внешнем дисплее и камерой 4 Мп под экраном на внутреннем складном дисплее..
Samsung отключает функции, связанные с камерой, если пользователь попытается разблокировать загрузчик..

## Галерея

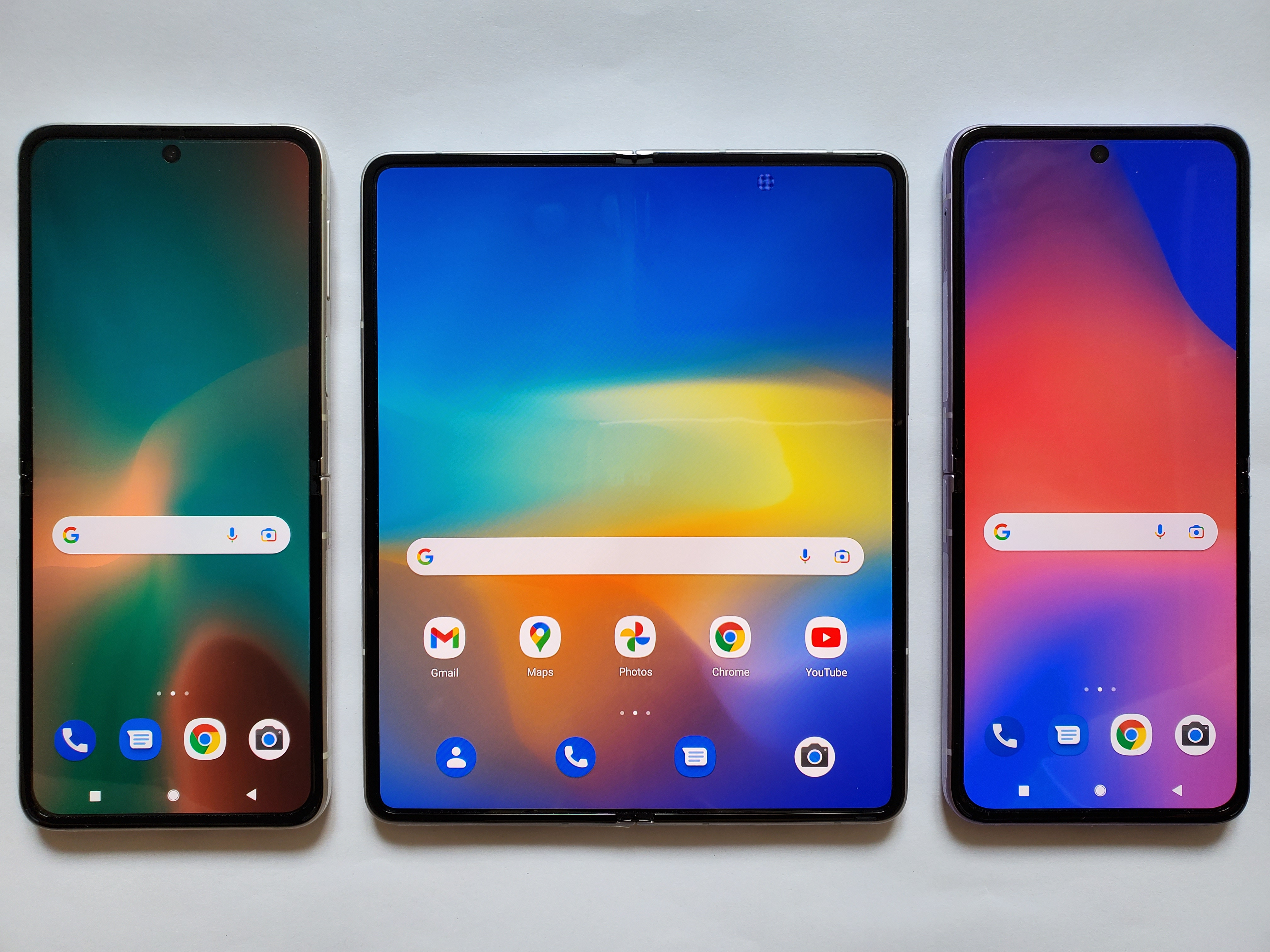
Samsung Galaxy Z Fold3 & Z Flip3
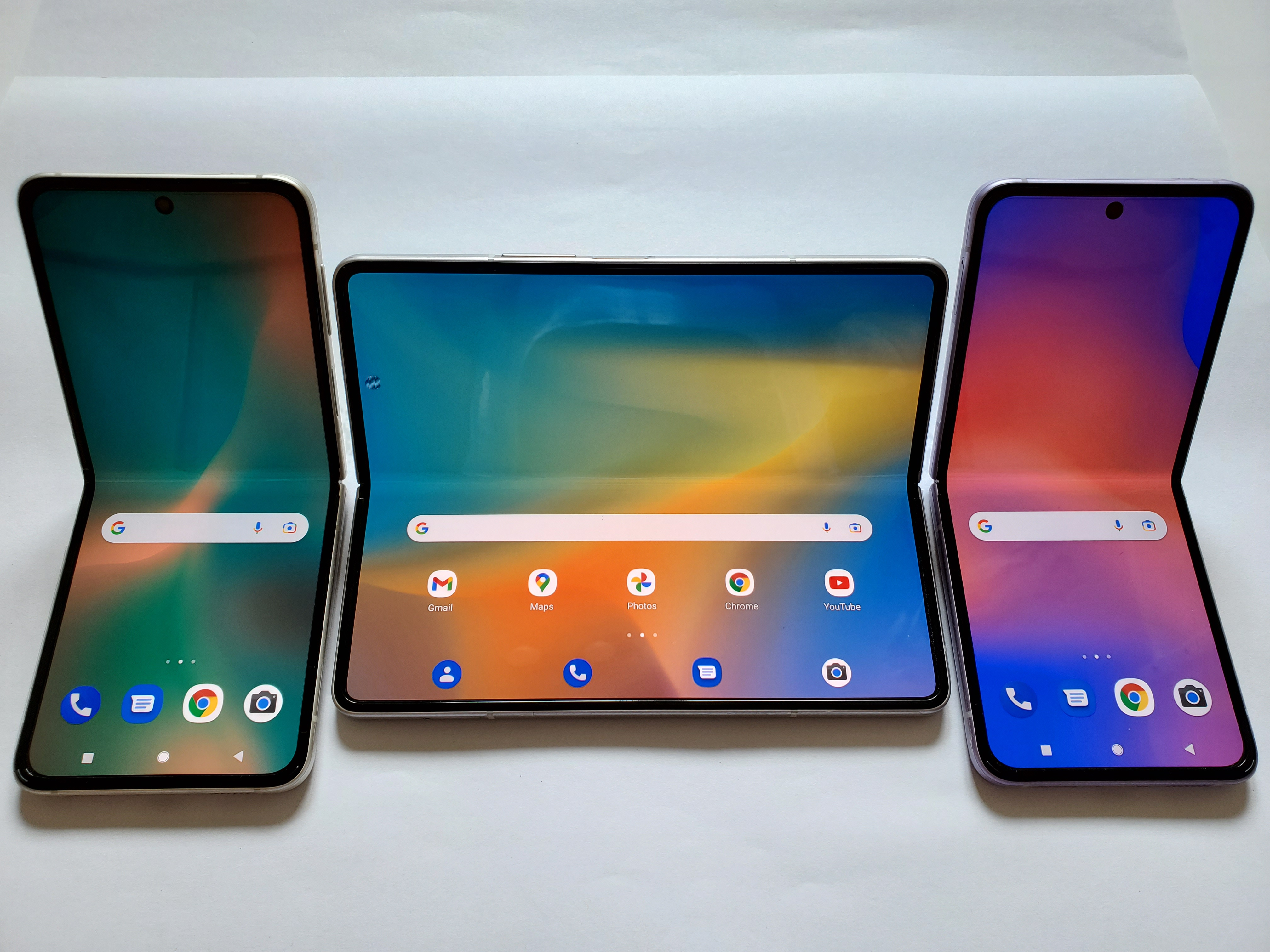
Samsung Galaxy Z Fold3 & Z Flip3
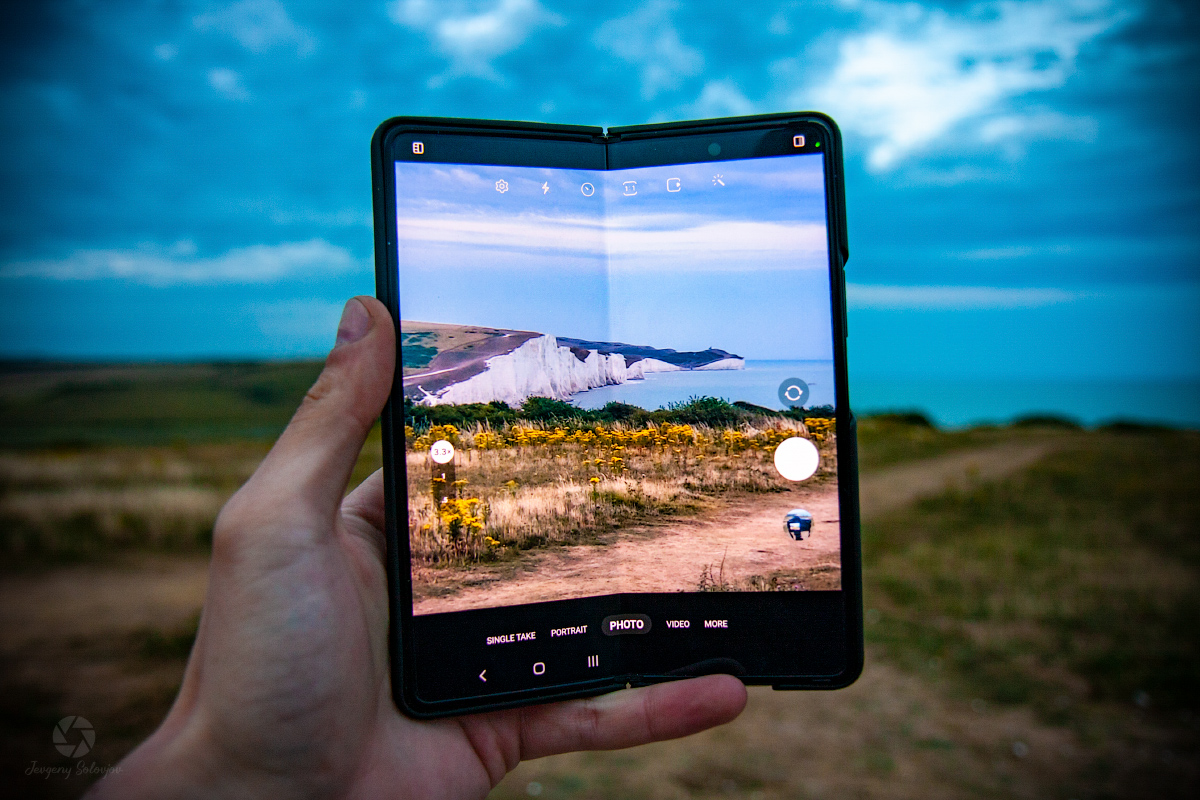
Samsung Galaxy Z Fold3 (Камера)

## Внешние ссылки
- samsung.com/ru/galaxy-hall-of-fame/galaxy-z-fold3/ — официальный сайт Samsung Galaxy Z Fold 3
- https://www.samsung.com/ru/smartphones/galaxy-z/  — Складные смартфоны Samsung Galaxy Z